# Garibaldi (pel·lícula de 1907)
Garibaldi és un curtmetratge mut italià dirigit per Mario Caserini l'any 1907; considerada una pel·lícula perduda, és la primera pel·lícula sobre la vida del general i patriota italià Giuseppe Garibaldi, heroi del Risorgimento o de la unificació italiana.

## Producció
La pel·lícula es va rodar l'any 1907, amb motiu del centenari del naixement del protagonista i també es va presentar amb altres títols: Vita e morte di Giuseppe Garibaldi, Vita di Giuseppe Garibaldi, Garibaldi e la sua epopea, Epopea garibaldina.

## Trama
La pel·lícula s'ha perdut però pels informes de l'època se sap que estava dividida en 12 escenes dedicades als fets destacats de la vida de Garibaldi.